# Хайме, Мисаэль
Мисаэль Омар Хайме (исп. Misael Omar Jaime; род. 13 января 2004, Росарио, Санта-Фе) — аргентинский футболист, вингер клуба «Чакарита Хуниорс».

## Клубная карьера
Хайме — воспитанник клуба «Ньюэллс Олд Бойз». 12 апреля 2021 года в поединке против «Лануса» игрок дебютировал за основной состав. 25 мая 2024 года в матче против «Дефенса и Хустисия» он дебютировал в аргентинской Примере. Летом 2025 года Хайме на правах аренды перешёл в «Чакарита Хуниорс». 6 июля в матче против «Дефенсорес де Бельграно» он дебютировал в Примера B Насьональ.